# Kleyberg
Kleyberg este o arie protejată (arie specială de conservare — SAC, sit de importanță comunitară — SCI) din Germania întinsă pe o suprafață de 10 ha, integral pe uscat.

## Localizare
Centrul sitului Kleyberg este situat la coordonatele 51°53′35″N 9°42′57″E / 51.8931°N 9.7158°E.

## Înființare
Situl Kleyberg a fost declarat sit de importanță comunitară în octombrie 1998 pentru a proteja 1 specie de animale. Situl a fost protejat și ca arie specială de conservare în iunie 2016.

## Biodiversitate
Situată în ecoregiunea continentală, aria protejată conține 2 habitate naturale: Pajiști uscate seminaturale și facies de acoperire cu tufișuri pe substraturi calcaroase (Festuco-Brometalia) (* situri importante pentru orhidee), Fânețe de joasă altitudine (Alopecurus pratensis, Sanguisorba officinalis).
La baza desemnării sitului se află o specie protejată de  nevertebrate: fluturele auriu (Euphydryas aurinia).